# 22 July
22 July is een Noors-Amerikaanse film uit 2018, geregisseerd door Paul Greengrass.

## Verhaal
De film vertelt het waargebeurde verhaal van de dodelijkste terroristische aanslag van Noorwegen en de nasleep daarvan. Op 22 juli 2011 werden 77 mensen gedood toen de extreemrechtse Anders Behring Breivik een autobom in Oslo liet ontploffen, waarna een massale schietpartij volgde op een zomerkamp voor tieners op het eiland Utøya. De film volgt vervolgens het verhaal van een van de overlevenden die fysiek en emotioneel probeert te herstellen van wat hen is overkomen.

## Rolverdeling
| Acteur                 | Personage              |
| ---------------------- | ---------------------- |
| Anders Danielsen Lie   | Anders Behring Breivik |
| Jon Øigarden           | Geir Lippestad         |
| Thorbjørn Harr         | Sveinn Are Hanssen     |
| Jonas Strand Gravli    | Viljar Hanssen         |
| Ola G. Furuseth        | Jens Stoltenberg       |
| Ulrikke Hansen Døvigen | Inga Bejer Engh        |
| Isak Bakli Aglen       | Torje Hanssen          |
| Maria Bock             | Christin Kristoffersen |
| Tone Danielsen         | Wenche Arntzen         |
| Sonja Sofie Sinding    | Lycke Lippestad        |
| Turid Gunnes           | Mette Larsen           |
| Kenan Ibrahamefendic   | Dr. Kolberg            |
| Monica Borg Fure       | Monica Bøsei           |
| Ingrid Enger Damon     | Alexandra Bech Gjørv   |
| Seda Witt              | Lara Rashid            |
| Anja Maria Svenkerud   | Siv Hallgren           |
| Hasse Lindmo           | Svein Holden           |

## Ontvangst

### Recensies
Op Rotten Tomatoes geeft 80% van de 119 recensenten de film een positieve recensie, met een gemiddelde score van 6,91/10. Website Metacritic komt tot een score van 69/100, gebaseerd op 27 recensies. NRC gaf de film 4 uit 5 sterren.

### Prijzen en nominaties
Een selectie:
| Jaar | Evenement              | Categorie                    | Genomineerde | Resultaat   |
| ---- | ---------------------- | ---------------------------- | ------------ | ----------- |
| 2018 | Venetië (75ste editie) | Gouden Leeuw                 | 22 July      | Genomineerd |
| 2018 | Venetië (75ste editie) | SIGNIS - Eervolle vermelding | 22 July      | Gewonnen    |